# NGC 4204
NGC 4204 é uma galáxia espiral barrada (SBdm) localizada na direcção da constelação de Coma Berenices. Possui uma declinação de +20° 39' 32" e uma ascensão recta de 12 horas, 15 minutos e 14,2 segundos.
A galáxia NGC 4204 foi descoberta em 27 de Abril de 1785 por William Herschel.